# B Boy Baby
B Boy Baby – czwarty solowy singel byłej wokalistki Sugababes, Mutyi Bueny. "B Boy Baby" to cover piosenki "B My Baby" z filmu Dirty Dancing. Singel ten to mieszanka popu, R&B oraz jazzu. O jazz w piosence zadbała Amy Winehouse, która użyczyła  swego głosu w refrenie.

## Lista utworów
CD
1. „B Boy Baby”
2. „Fast Car”
3. Video

Wersje Piosenki
1. Radio Edit - 2:59
2. Album Version - 3:52
3. Instrumental - 3:52
4. Demo - 3:33
5. DJ Unknown Remix - 2:23
6. Music Kidz Remix - 5:34
7. RPM Club Mix - 2:49
8. Soul Seekerz Remix - 6:38
9. Soul Seekerz Radio Edit - 3:16

## Teledysk
Wideo zostało nagrane w listopadzie w Brystolu. W teledysku można zaobserwować tańczącą grupę mężczyzn – B-Boyi, co w pewien sposób wiąże całość. Mimo iż w piosence można usłyszeć głos Amy Winehouse, nie ma jej w teledysku.